# Shigeru Chiba
Shigeru Chiba (født 4. februar 1954 i Japan) er en japansk tegnefilmsdubber. Han er kendt som stemmen bag Pilaf i Dragon Ball-universet, og som Kefka Palazzo i Final Fantasy-spillene.